# Neoathyreus julietae
Neoathyreus julietae är en skalbaggsart som beskrevs av Henry Fuller Howden 2006. Neoathyreus julietae ingår i släktet Neoathyreus och familjen Bolboceratidae. Inga underarter finns listade i Catalogue of Life.